# Lista de presidentes das Seicheles
Esta é a lista de presidentes de Seicheles desde a proclamação da República, em 1976.

## Presidentes das Seicheles (1977-presente)
| № | Retrato | Nome                           | Mandato               | Mandato                           | Partido | Eleição                       |
| - | ------- | ------------------------------ | --------------------- | --------------------------------- | ------- | ----------------------------- |
| 1 |         | James Mancham (1939-2017)      | 29 de junho de 1976   | 5 de junho de 1977 (Deposto)      | PDS     | —                             |
| 2 |         | France-Albert René (1934-2019) | 5 de junho de 1977    | 14 de junho de 2004 (Renunciou)   | US      | 1979 1984 1989 1993 1998 2001 |
| 3 |         | James Michel (n.1944)          | 14 de junho de 2004   | 16 de outubro de 2016 (Renunciou) | US      | 2006 2011 2016                |
| 4 |         | Danny Faure (n.1962)           | 16 de outubro de 2016 | 26 de outubro de 2020             | US      | —                             |
| 5 |         | Wavel Ramkalawan (n.1959)      | 26 de outubro de 2020 | Presente                          | US      | 2020                          |